# Vabamatsi
Vabamatsi – wieś w Estonii, w prowincji Viljandi, w gminie Mulgi. Przez wieś przepływa rzeka Pale.
Przed reformą administracyjną samorządów lokalnych w Estonii w 2017 wieś należała do gminy wiejskiej Halliste.